# L'Énorme Chambrée
L’Énorme Chambrée (titre original : The Enormous Room) est un roman autobiographique de E. E. Cummings, écrit en 1922, relatant son emprisonnement en France lors de la Première Guerre mondiale.
Cummings s'engage comme chauffeur d'ambulance pendant la guerre, lorsqu'à la fin août 1917, avec un autre chauffeur, William Slater Brown (qui dans le livre n'apparaît que comme B.), ils sont placés en garde à vue par les Français à cause de lettres écrites par B. qui contenaient des propos hostiles à la guerre. Lorsqu'on l'interroge, Cummings soutient son ami et est arrêté.
Alors que Cummings est en captivité à La Ferté-Macé, son père reçoit une dépêche lui indiquant que son fils a disparu en mer. Le câble est par la suite annulé, mais le manque d'informations concernant son fils l'inquiète énormément.
Cummings et B. ont la malchance d'arriver à La Ferté cinq jours après que les commissaires chargés d'examiner les cas de procès et de pardons sont partis - et leur retour n'est pas attendu avant novembre. Lorsqu'ils reviennent, ils accordent à Cummings une mesure de liberté surveillée (dans une région de France en tant que suspect), puis ordonnent le transfert de B. à la prison de Précigné. Avant que Cummings ne soit emmené, il est libéré de La Ferté en raison d'une intervention diplomatique des États-Unis. Il arrive à New York le 1er janvier 1918.
Cummings a cependant passé quatre mois en captivité. Il y a rencontré des personnages intéressants (les delectable mountains) et vécu des situations picaresques en tant qu'Américain dans une prison française. Il les relate dans The Enormous Room. 
Le livre est écrit selon le mélange de grammaire et de diction non conventionnelles propre à Cummings et les mots plein d'esprits d'un jeune intellectuel issu de Harvard plongé dans une situation absurde.
Le titre de l'ouvrage fait référence à la grande salle ou Cummings dormait avec une soixantaine d'autres prisonniers. Il est également une allégorie de l'esprit et des souvenirs de prison de Cummings - ainsi lorsqu'il décrit les nombreux résidents qui partagèrent sa cellule, ils vivent toujours dans l'« énorme chambre » de son esprit.

## Édition française
- Traduction de D. Jon Grossman, Paris, C. Bourgois, 1979  (ISBN 2-267-00147-0) ; réédition, Paris, C. Bourgois, coll. Titres no 10, 2006  (ISBN 2-267-01833-0)